# Сельское поселение «Село Авчурино»
Се́льское поселе́ние «Село́ Авчу́рино» — муниципальное образование (сельское поселение) в Ферзиковском муниципальном районе Калужской области. Административный центр — село Авчурино.

## География
Сельское поселение «Село Авчурино» находится на западе Ферзиковского района Калужской области.

## История
Сельское поселение «Село Авчурино» образовано законом Калужской области N 7-ОЗ от 28 декабря 2004 года.

## Население
| 2010  | 2012  | 2013 | 2014 | 2015 | 2016 | 2017 |
| ----- | ----- | ---- | ---- | ---- | ---- | ---- |
| 860   | ↗902  | ↗927 | ↗953 | ↘923 | ↗947 | ↗968 |
| 2018  | 2019  | 2020 | 2021 |      |      |      |
| ↗1009 | ↗1015 | ↘987 | ↘866 |      |      |      |

## Административное деление
В состав Сельского поселения «Село Авчурино» входят:
- Авчурино
- Анненки
- Красотынка
- Криуша
- Малая Слободка
- Сухининки

## Достопримечательности
На левом берегу реки Калужка, у деревни Красотынка, находится капище Красотынка славян—родноверов из Союза Славянских Общин Славянской Родной Веры.